# Grusonia bradtiana
Grusonia bradtiana är en kaktusväxtart som först beskrevs av John Merle Coulter, och fick sitt nu gällande namn av Nathaniel Lord Britton och Joseph Nelson Rose. Grusonia bradtiana ingår i släktet Grusonia och familjen kaktusväxter. Inga underarter finns listade i Catalogue of Life.

## Bildgalleri

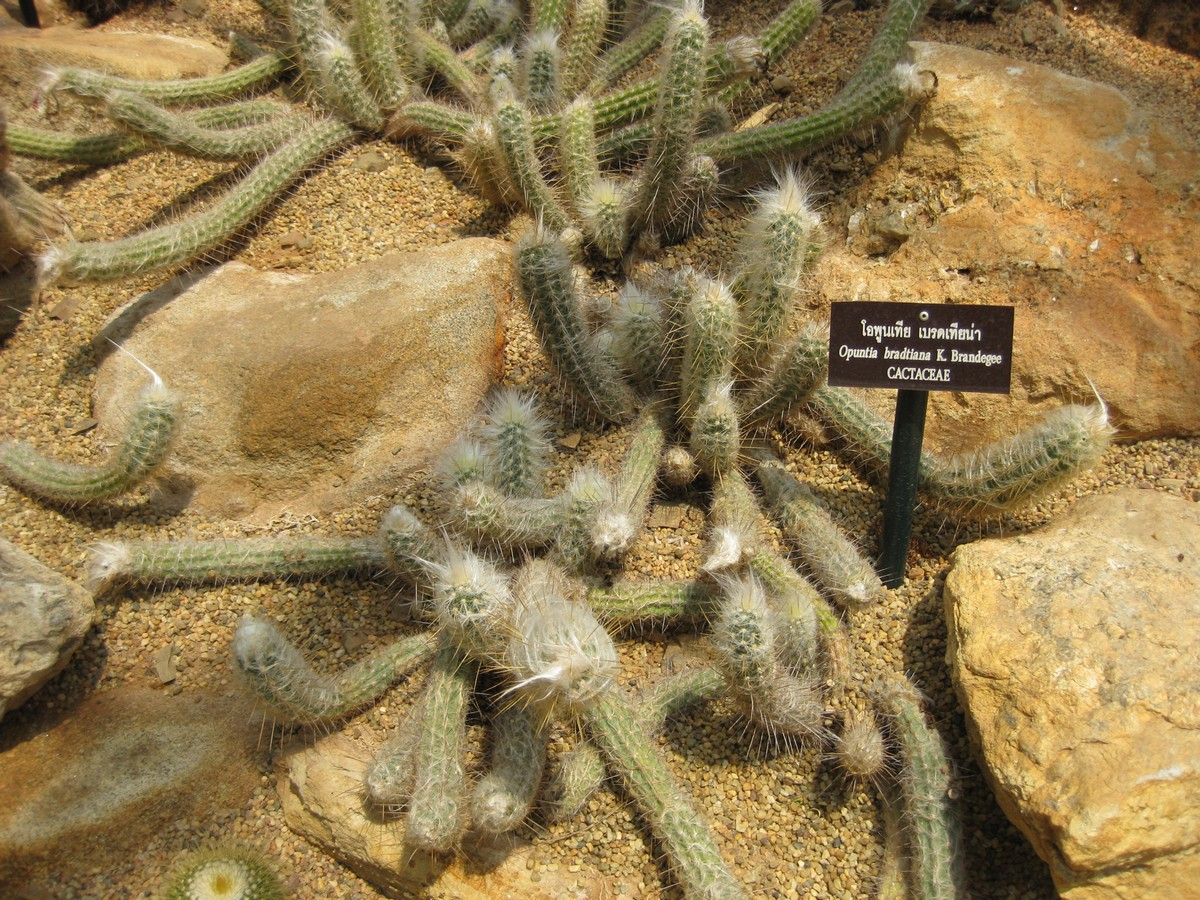
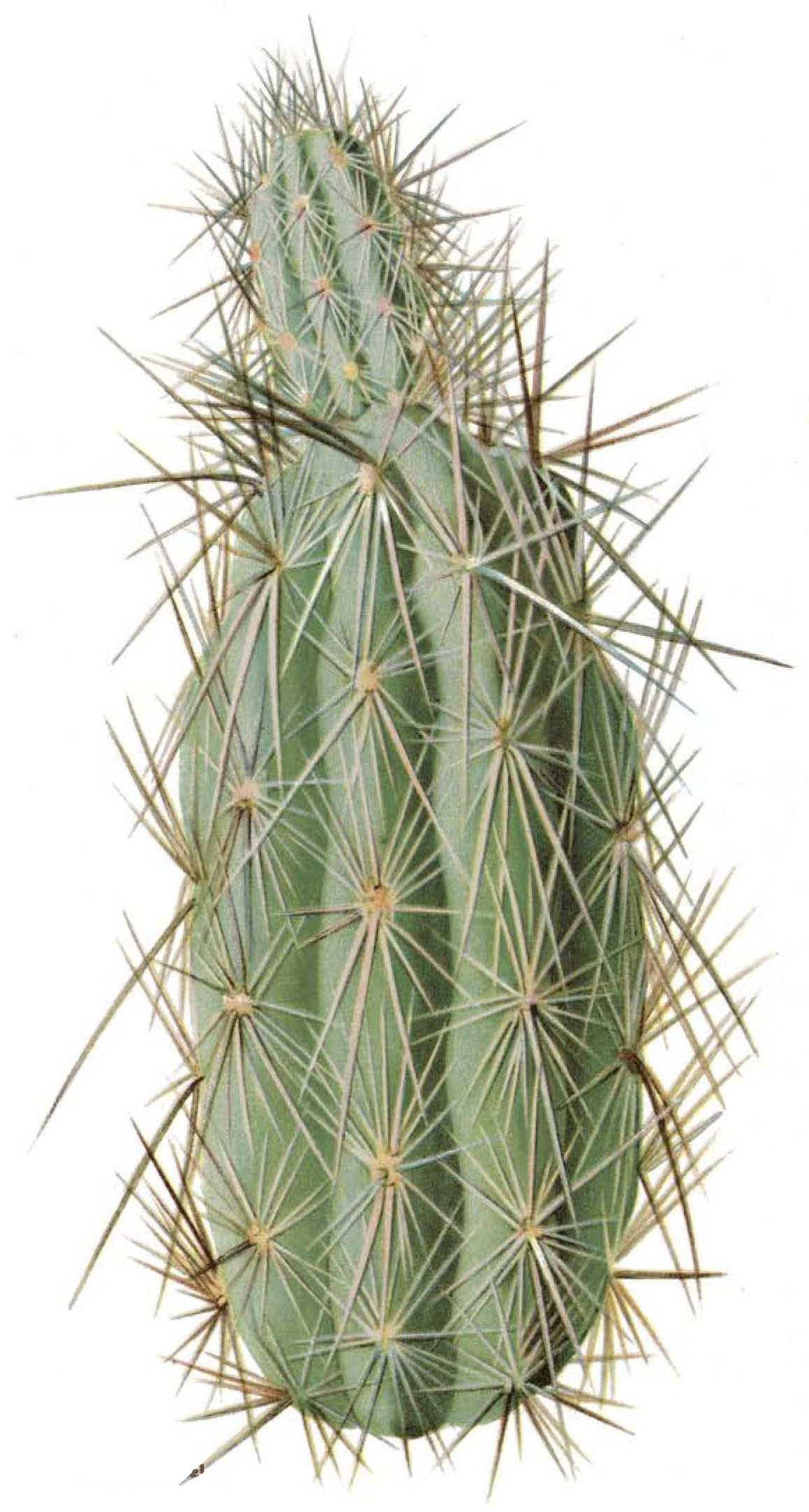
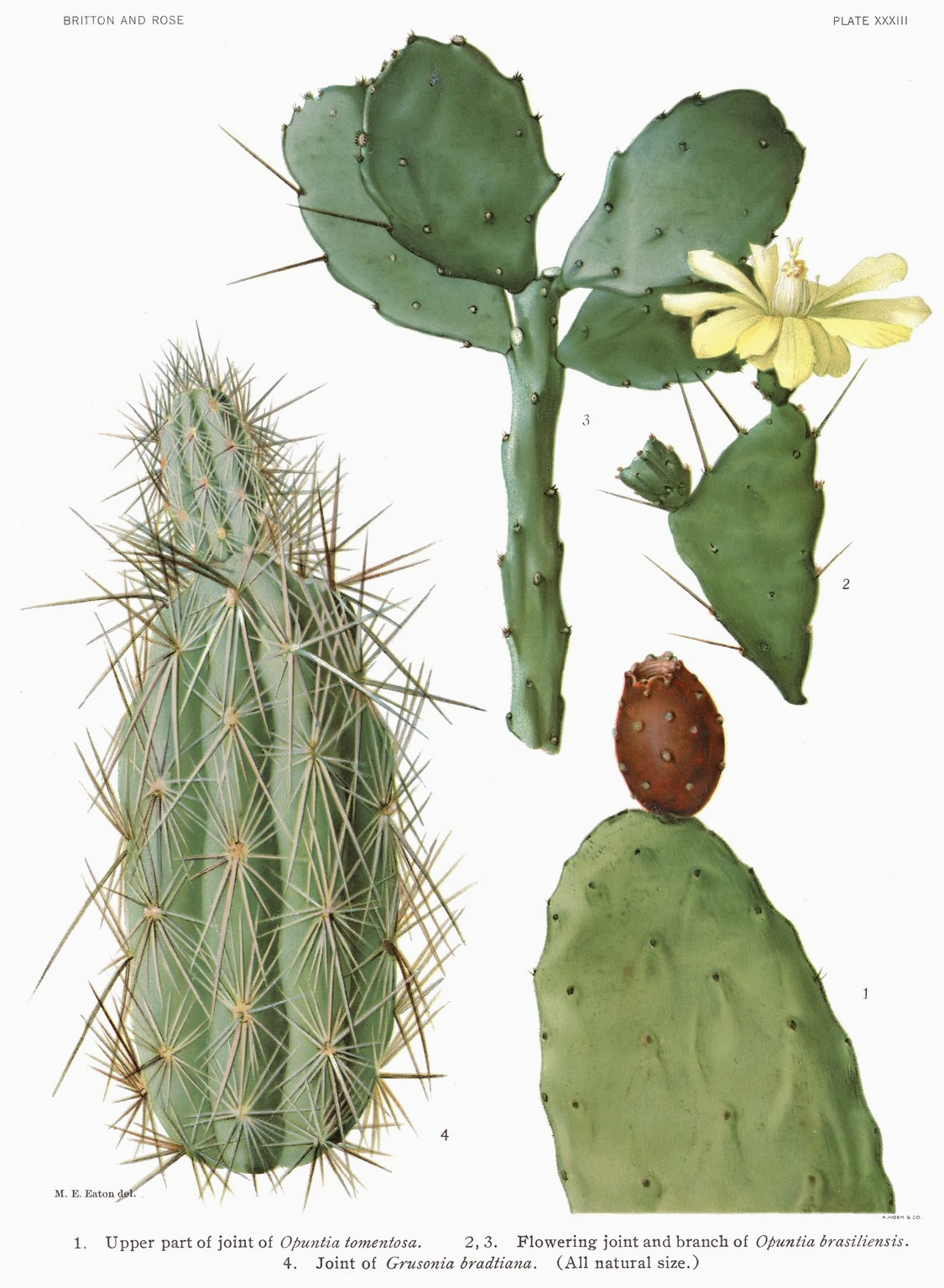